# Tóth-Pápai Mihály
Tóth-Pápai Mihály (Diósgyőr, 1752 körül – Sárospatak, 1831. augusztus 15.) orvosdoktor, református főiskolai tanfelügyelő és tanár.

## Életútja
Tóth-Pápai Mihály református lelkész fia. Sárospatakon kezdte tanulmányait (1770-ben), melyeket elvégezve Sátoraljaújhelyre ment tanítónak, innen pedig Bécsbe az orvostan hallgatására. 1791-ben orvosdoktori oklevelet nyert és január 27-én Sárospatakra hivatott tanfelügyelőnek és főiskolai orvosnak 400 forint évi fizetéssel. 1796. július 11-én a neveléstan, természetrajz és egészségtan tanításával bízatott meg. Hivataláról 1805. július 15-én lemondott. Tagja volt a mineralógiai társulatnak. 1831. augusztus 15-én, 79. évében halt meg Sárospatakon.
Könyveit jegyzetekkel írta tele.

## Munkái
- Keresztyén erkölcstudomány. Less Gottfried után ford. (Bécs), 1788.
- A keresztségnek orvosi szemekkel való megvizsgálása. Pozsony, 1789.
- Gyermeknevelésre vezető útmutatás. Kassa, 1797.
- A mezei gazdaság, mellyet nagyobb részént a Pankl ur munkája szerént kiadott. Uo. 1801.
- Turócz vármegyében lévő Stubnyai meleg fürdő vizéről való tudósítás. Hely n., 1807. (M. Kurir 1807. II. Toldalék).